# Tom maior

Step: segunda maior (tom maior) 9:8.

Na teoria musical, tom maior é o nome dado ao intervalo 9:8 ou 203,91 cêntimos, enquanto o  tom menor corresponde ao intervalo 10:9 ou 182,40 cêntimos. Em ambos os casos, trata-se de um tom completo (ou dois semitons), mas o tom maior é um pouco mais largo que o tom menor.
No sistema 12-EDO, o mais usado na música ocidental, não há distinção entre tom menor e tom maior, tendo em vista que tal sistema é uma aproximação mais simples da entonação justa. Contudo, em sistemas mais completos, como o 53-EDO, tal distinção persiste.